# Жук, Андрей Ильич
Андрей Ильич Жук (укр. Андрі́й Іллі́ч/Ількович Жук; 1 июля 1880, с. Вовчик, Лубенский уезд, Полтавская губерния (ныне Лубенского района Полтавской области Украины) — 3 сентября 1968, Вена, Австрия) — украинский общественно-политический деятель, революционер, публицист, дипломат, кооператор.

## Биография
Трудовую деятельность начал в Лубенской уездной земской управе в 1898 году. С 1901 года начал помещать статьи в ежемесячном журнале «Литературно-научный вестник».
В 1901—1911 — видный деятель Революционной украинской партии, после раскола РУП — член ЦК Украинской социал-демократической рабочей партии, сотрудник партийных печатных органов «Селянин», «Гасло» и других.
За политическую деятельность не раз подвергался преследованиям и арестам, дважды отбывал тюремное заключение: в Харькове (1904) и киевской Лукьяновской тюрьме (1906—1907). После освобождения под залог, бежал в Австро-Венгрию. Поселился во Львове, работал в Ревизионном союзе украинских кооперативов. Публиковал свои статьи в газетах социал-демократического («Земля і воля», «Праця»), национал-демократического и либерального направлений («Діло», «Рада»), редактировал журналы «Економіст» і «Самопоміч».
В 1911 году в национальном вопросе отчетливо встал на позиции украинской независимости, за что был исключён из УСДРП.
С началом Первой мировой войны выступил инициатором создания Союза освобождения Украины, был членом его Президиума, членом Главной украинской рады (1914—1915), призывал украинцев выступить на стороне Австрии против России. Впоследствии — член Всеобщей украинской рады в Вене от Надднепровской Украины (1915—1916) и Боевой Управы Украинских сечевых стрельцов (1915—1920).
Был на дипломатической работе при украинском посольстве Центральной Рады, затем Украинской державы в Вене, работал советником Министерства иностранных дел УНР.
Соратник Симона Петлюры.
После 1923 года перешёл на позицию сотрудничества с советскими органами, надеясь на построение национал-коммунистами независимой Украины.
В 1930 году отошёл от активной политики, вернулся во Львов, занимался кооперативной деятельностью, руководил статистическим бюро Союза украинских кооперативов. С 1940 жил в Вене.
После Второй мировой войны А. Жук жил в Канаде.
Автор многочисленных статей по проблемам общественно-политических и экономических проблем.

## Избранные публикации
- Статистика українських бурс в Галичині. Львів, 1911.
- Українська кооперація в Галичині. Київ-Львів, 1913.
- Die russische Ukraina — Flachenraum, Gebietseinteilung und Bevölkerungspolitik. Wien, 1914 .